# Школа № 1 (Осташков)
МБОУ «Средняя общеобразовательная школа № 1 им. академика А. И. Савина» (англ. Secondary school №1 named after academician A. I. Savin) — общеобразовательная школа, расположенная в Осташкове. Школа № 1 является старейшей в городе.

## Школа сегодня
Муниципальное бюджетное образовательное учреждение «Средняя общеобразовательная школа № 1» работает с 26 сентября 1857 года. Приоритетным направлением в деятельности школы было и остаётся создание условий для развития и формирования интеллектуального и духовного потенциала нации.
В школе созданы условия для получения самого широкого спектра знаний по различным направлениям. Открыты профильные классы:
- информационно — технологический;
- гуманитарный;
- медицинский;
- экономический;
- классы развивающего обучения;

с углубленным изучением:
- математики;
- информатики и ИКТ;
- английского языка;
- биологии и химии;
- классы развивающего обучения.[1]

## История
- 1857 год. 25 сентября 1857 года было построено двухэтажное здание школы, где разместились два приходских и одно девичье училище.
- 1901 год. В сессию первого Осташковского уездного земского собрания, в 1865 году, на обсуждение был предложен вопрос об учреждении в городе вместо уездного училища, женской классической прогимназии. И только лишь 25 сентября 1901 года она была открыта. Прогимназия состояла из четырех классов. В ней преподавались следующие предметы: Закон Божий, русский язык, арифметика, геометрия, французский и немецкий языки, география, естествознание, пение и рукоделие.
- 1941 год. С июля 1941 года, в связи с Великой Отечественной войной, в школьном здании был размещен госпиталь. Имущество школы, вместе с имуществом краеведческого музея, было эвакуировано в город Горький. Из школьного имущества почти ничего не было возвращено. Преподаватели школы также были эвакуированы.
- 1983 год. В 1983 году коллектив учителей, учащихся и обслуживающего персонала средней школы № 1 вместе со всей общественностью города отмечали 125-летний юбилей школы. Директором была Е. В. Вовк, в этом году в школе открыт музей истории средней школы № 1.
- 1988 год. В 1988 году к зданию старой школы было пристроено новое трехэтажное здание: со спортивным залом, столовой и классными комнатами. Директором была Н. И. Супоросова.
- 2006 год. В 2006 году в школе внедряется проект «Информатизация системы образования». В рамках национального проекта проводится обучение тьюторов Осташковского, Кувшиновского, Селижаровского и Пеновского районов по обучению педагогических кадров.
- 2016 год. Школа меняет свое название на МБОУ «Средняя общеобразовательная школа № 1 им. академика А. И. Савина» в честь ранее здесь учившегося А. И. Савина.[2]

## Выпускники
В числе воспитанников школы Герой Советского Союза Быков, Василий Иванович Быков, бывший министр здравоохранения РСФСР Николай Аркадьевич Виноградов, генеральный директор крупнейшего научно — исследовательского института Юрий Борисович Зубарев, отмеченный многими почётными званиями, наградами доктор технических наук, профессор, академик, заслуженный деятель науки Владимир Иванович Косов, доктор медицинских наук, бывший генеральный фтизиатр Москвы, профессор Софья Ивановна Ковалёва.